# 해밀턴 역학

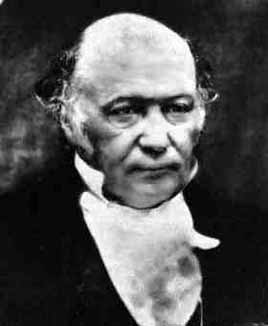
해밀턴 역학의 창시자, 윌리엄 로언 해밀턴

해밀턴 역학(Hamilton 力學, Hamiltonian mechanics)은 고전역학적 계를 좌표와 이에 대응하는 운동량으로 이루어진 위상 공간으로 나타내어 다루는 해석 역학 이론이다. 위상 공간 대신 짜임새 공간에 정의된 라그랑주 역학은 2차 미분 방정식을 쓰나, 해밀턴 역학은 1차 미분 방정식을 쓴다. 해밀턴 역학의 동역학을 나타내는 함수인 해밀토니언은 계의 에너지로서 해석할 수 있다. 이는 양자역학과 직접적으로 관련돼 있다.

## 역사
아일랜드의 수학자 윌리엄 로언 해밀턴이 기존의 라그랑주 역학을 바탕으로 1833년에 도입하였다.

## 전개
계의 주어진 시간의 상태는 위상 공간 {\displaystyle (M,\omega )} 위의 한 점으로 주어진다. 위상 공간은 심플렉틱 다양체(사교 다양채)로서, 이는 일반화 좌표와 일반화 운동량으로 구성돼 있는 것으로 생각할 수 있다.
심플렉틱 구조 {\displaystyle \omega _{\mu \nu }}를 써서, 푸아송 괄호라는 연산자 {\displaystyle \{\cdot ,\cdot \}}를 정의할 수 있다. {\displaystyle \omega _{\mu \nu }}는 2-형식이다. 이는 가역행렬이므로, 그 역을 취하여 (2,0)-텐서 {\displaystyle \omega ^{\mu \nu }}를 정의할 수 있다. 그렇다면, 두 함수 {\displaystyle f,g\colon M\to \mathbb {R} }의 푸아송 괄호는 다음과 같다.
{\displaystyle \{f,g\}=\omega ^{\mu \nu }\partial _{\mu }f\partial _{\nu }g}.
계의 시간 변화는 {\displaystyle M} 위에 주어진 함수 {\displaystyle H\colon M\to \mathbb {R} }로 나타낼 수 있다. 이를 해밀토니언(영어: Hamiltonian)이라고 부른다. 계의 어떤 관측가능량을 {\displaystyle f\colon M\to \mathbb {R} }로 나타내자. 계가 시간에 따라 변화하면서, {\displaystyle f}의 값은 바뀌게 된다. 이 때, {\displaystyle f}의 시간 변화는 다음과 같다.
{\displaystyle {\frac {df}{dt}}=\{f,H\}}.
국소적 좌표 {\displaystyle (q_{i},p_{i})}를 잡고, 관측가능량이 {\displaystyle q_{i}} (입자 위치) 또는 {\displaystyle p_{i}}(입자의 운동량)인 경우를 생각할 수 있다. 그렇다면 위의 시간 변화식은 다음과 같이 간단해진다.
{\displaystyle {\frac {dq_{i}}{dt}}={\frac {\partial H}{\partial p_{i}}}}
{\displaystyle {\frac {dp_{i}}{dt}}=-{\frac {\partial H}{\partial q_{i}}}}.
이를 해밀턴 방정식(영어: Hamilton's equations)이라고 부른다.
보존계의 경우, 해밀토니언은 운동 에너지 {\displaystyle T}와 위치 에너지 {\displaystyle U}의 합으로 주어진다.
{\displaystyle H=T+U}
따라서 해밀토니언을 일종의 총 에너지로 해석할 수 있다.
여기서는 해밀토니언 및 관측가능량이 시간에 대하여 직접적으로 의존하지 않는다고 가정하였으나, 시간에 대하여 직접적으로 의존하는 경우도 해밀턴 역학으로 다룰 수 있다. 이 때는 해밀토니언과 관측량은 {\displaystyle M\times \mathbb {R} \to \mathbb {R} }과 같은 함수로 나타내어지고, 그 시간 변화는 다음과 같다.
{\displaystyle {\frac {df}{dt}}=\{f,H\}+{\frac {\partial f}{\partial t}}.}

## 라그랑주 역학과의 동등성
해밀턴 역학은 라그랑주 역학으로부터 유도할 수 있고, 반대로 라그랑주 역학을 해밀턴 역학으로부터 유도할 수 있다. 따라서 두 이론은 서로 동등하다. 해밀토니언은 라그랑지언의 르장드르 변환이다.
{\displaystyle H=H(q_{i},\;p_{i},\;t)=\sum _{i}p_{i}{\dot {q}}_{i}-L}
해밀턴 방정식의 유도는 라그랑지언 L의 전미분으로부터 시작한다.
{\displaystyle dL=\sum _{i}{\partial L \over \partial q_{i}}dq_{i}+\sum _{i}{\partial L \over \partial {\dot {q}}_{i}}d{\dot {q}}_{i}+{\partial L \over \partial t}dt}
그런데 일반화 운동량의 정의에 따르면
{\displaystyle p_{i}\equiv {\partial L \over \partial {\dot {q}}_{i}}}
이고, 라그랑주 방정식으로부터,
{\displaystyle {\dot {p}}_{i}={\partial L \over \partial q_{i}}}
임을 알 수 있다. 이를 라그랑지언의 전미분에 대입하면
{\displaystyle dL=\sum _{i}{\dot {p}}_{i}dq_{i}+\sum _{i}p_{i}d{\dot {q}}_{i}+{\partial L \over \partial t}dt}
를 얻는다. 여기서 우변의 둘째항을 곱 규칙을 사용해
{\displaystyle \sum _{i}p_{i}d{\dot {q}}_{i}=d\left(\sum _{i}p_{i}{\dot {q}}_{i}\right)-\sum _{i}{\dot {q}}_{i}dp_{i}}
와 같이 표현하고 이를 정리하면
{\displaystyle d\left(\sum _{i}p_{i}{\dot {q}}_{i}-L\right)=-\sum _{i}{\dot {p}}_{i}dq_{i}+\sum _{i}{\dot {q}}_{i}dp_{i}-{\partial L \over \partial t}dt}
여기서 해밀토니언 H를 정의한다.
{\displaystyle H=\sum _{i}p_{i}{\dot {q}}_{i}-L}
이를 이용해 식을 다시 쓰면
{\displaystyle dH=-\sum _{i}{\dot {p}}_{i}dq_{i}+\sum _{i}{\dot {q}}_{i}dp_{i}-{\partial L \over \partial t}dt}
가 된다. 이 식은 해밀토니언 H가 일반화 좌표 qi, 일반화 운동량 pi, 시간 t의 함수임을 보여준다. 그와 동시에 해밀토니언 H를 알면 다음과 같은 식을 통해 변수 qi, pi를 알 수 있음을 보여주고 있다.
{\displaystyle {\dot {q}}_{i}=~~{\partial H \over \partial p_{i}}}
{\displaystyle {\dot {p}}_{i}=-{\partial H \over \partial q_{i}}}
이 두 식을 해밀턴 방정식(Hamilton's equations)이라 한다. 그리고 마지막 항에서 해밀토니언과 라그랑지언의 다른 관계를 알 수 있다.
{\displaystyle {\partial H \over \partial t}=-{\partial L \over \partial t}}
이 식도 해밀토니언의 전미분에서 얻어지지만, 운동과 직접적인 관련이 없는 식이기 때문에 보통 해밀턴 방정식에 포함시키지 않는다.

## 해밀턴의 원리로부터 해밀턴 방정식의 유도
해밀턴 방정식은 해밀턴의 원리로부터 얻을 수도 있다. 먼저 해밀턴의 원리에서의 작용은 다음과 같다.
{\displaystyle S[\mathbf {q} (t)]=\int _{t_{1}}^{t_{2}}L(\mathbf {q} ,{\dot {\mathbf {q} }},t)\,dt}
여기서, 라그랑지언 {\displaystyle L}에 해밀토니언 {\displaystyle H}의 르장드르 변환 {\displaystyle \textstyle L=\sum _{i}p_{i}{\dot {q}}_{i}-H}를 대입하면 다음과 같은 작용을 얻는다.
{\displaystyle S[\mathbf {q} (t)]=\int _{t_{1}}^{t_{2}}\left[\sum _{i}p_{i}dq_{i}-Hdt\right]}
이 작용에 변분을 취하면
{\displaystyle \delta S[\mathbf {q} (t)]=\int _{t_{1}}^{t_{2}}\left[\sum _{i}\left(\delta p_{i}{\dot {q}}_{i}+p_{i}\delta {\dot {q}}_{i}-{\partial H \over \partial p_{i}}\delta p_{i}-{\partial H \over \partial q_{i}}\delta q_{i}\right)\right]dt}
이 된다. 여기서 두 번째 항은 다음과 같이 쓸 수 있다.
{\displaystyle p_{i}\delta {\dot {q}}_{i}={d \over dt}p_{i}\delta q_{i}-{\dot {p}}_{i}\delta q_{i}}
따라서 이를 대입하고 각 좌표의 변분을 묶어주면 작용의 변분은 다음과 같이 된다.
{\displaystyle \delta S[\mathbf {q} (t)]=\left.p_{i}\delta q_{i}\right|_{t_{1}}^{t_{2}}+\int _{t_{1}}^{t_{2}}\left[\sum _{i}\left\{\left({\dot {q}}_{i}-{\partial H \over \partial p_{i}}\right)\delta p_{i}-\left({\dot {p}}_{i}+{\partial H \over \partial q_{i}}\right)\delta q_{i}\right\}\right]dt}
여기서, 첫 번째 항은 위치의 변분은 양 끝에서 0이라는 조건에 의해 0이 되고 나머지 뒤 항에선 작용의 변분이 0이 되어야 하므로, 위치와 운동량의 변분의 계수가 0이 되어야 함을 알 수 있다. 여기에서 해밀턴 방정식을 얻을 수 있다.
{\displaystyle {\dot {q}}_{i}=~~{\partial H \over \partial p_{i}}}
{\displaystyle {\dot {p}}_{i}=-{\partial H \over \partial q_{i}}}

## 같이 보기
- 해밀토니언
- 해밀턴-야코비 방정식
- 해밀턴의 원리